# Chilczyce (Białoruś)
Chilczyce (biał. Хільчыцы, Chilczycy; ros. Хильчицы, Chilczicy) – wieś na Białorusi, w obwodzie homelskim, w rejonie żytkowickim, w sielsowiecie Ryczewo, w pobliżu Prypeckiego Parku Narodowego.

## Historia
W XIX i w początkach XX w. położone były w Rosji, w guberni mińskiej, w powiecie mozyrskim.
Po I wojnie światowej pod administracją polską, w Zarządzie Cywilnym Ziem Wschodnich, w okręgu brzeskim, w powiecie mozyrskim.
W wyniku postanowień traktatu ryskiego znalazły się w granicach Związku Sowieckiego. W okresie międzywojennym wieś leżała przy granicy z Polską. Od 1991 w niepodległej Białorusi.

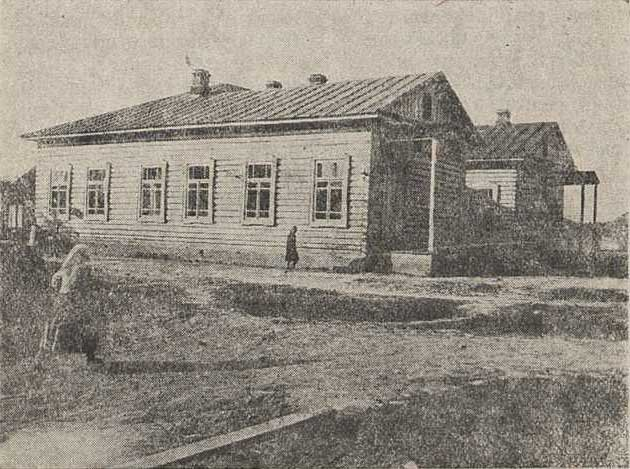
Szkoła w Chilczycach (1931)